# Série mondiale 1998
La Série mondiale 1998 était la 94e série finale des Ligues majeures de baseball. Elle a débuté le 17 octobre 1998 et opposait les champions de la Ligue américaine, les Yankees de New York, aux champions de la Ligue nationale, les Padres de San Diego.
Cette série 4 de 7 s'est terminée le 21 octobre 1998 par une victoire par balayage des Yankees de New York, quatre parties à zéro sur les Padres. Les Yankees remportaient ainsi leur deuxième Série mondiale en trois ans, et la 24e de leur histoire, le plus grand nombre de championnats dans l'histoire des ligues majeures.

## Équipes en présence
Les Yankees de New York dominèrent outrageusement les autres équipes de la Ligue américaine durant la saison régulière 1998, bouclant la saison avec une fiche de 114 victoires et seulement 48 défaites. Les Red Sox de Boston se qualifièrent comme meilleurs deuxièmes, terminant 22 parties derrière les puissants Yankees dans la division Est, avec une fiche de 92-70.
En Série de division, les Yankees balayèrent en trois parties les Rangers du Texas (88-74, champions de l'Ouest) cependant que les Red Sox baissaient pavillon en quatre rencontres devant les champions de la section Centrale, les Indians de Cleveland (89-73).
Champions en titre de la Ligue américaine, les Indians s'inclinèrent en six matchs devant les Yankees lors de la Série de championnat.
Dans la Ligue nationale, les Braves d'Atlanta remportèrent un 7e championnat de section consécutif, terminant premier dans l'Est avec un dossier de 106-56. Les Astros de Houston, à l'instar des Yankees et des Braves, connurent une saison de plus de 100 victoires. Avec 102 gains contre 60 revers, l'équipe texane enleva les honneurs de la division Centrale, loin devant les Cubs de Chicago (90-73), qui se qualifièrent comme meilleurs seconds.
Mais au premier tour des séries, les Padres de San Diego, champions de la section Ouest en vertu d'un dossier de 98 victoires et 64 défaites, éliminèrent les Astros trois parties à une. Les Braves balayèrent les Cubs en Série de division mais s'inclinèrent quatre parties à deux devant les Padres en Série de championnat.
La Série mondiale allait donc avoir comme représentant de la Ligue américaine les Yankees de New York, de retour en finale après avoir enlevé les grands honneurs en 1996. L'équipe la plus titrée du baseball avait jusque-là enlevé 23 des 34 séries mondiales à laquelle elle avait pris part.
Les représentants de la Ligue nationale, les Padres de San Diego, accédaient à la seconde Série mondiale de leur histoire. Ils s'étaient inclinés contre les Tigers de Detroit en 1984.

## Déroulement de la Série

### Calendrier des rencontres
| Match | Date       | Visiteur            | Hôte                | Score |
| ----- | ---------- | ------------------- | ------------------- | ----- |
| 1     | 17 octobre | Padres de San Diego | Yankees de New York | 6 - 9 |
| 2     | 18 octobre | Padres de San Diego | Yankees de New York | 3 - 9 |
| 3     | 20 octobre | Yankees de New York | Padres de San Diego | 5 - 4 |
| 4     | 21 octobre | Yankees de New York | Padres de San Diego | 3 - 0 |

### Match 1
Samedi 17 octobre 1998 au Yankee Stadium, New York, NY.
| Padres de San Diego | 0 | 0 | 2 | 0 | 3 | 0 | 0 | 1 | 0 | 6 | 8 | 1 |
| Yankees de New York | 0 | 2 | 0 | 0 | 0 | 0 | 7 | 0 | X | 9 | 9 | 1 |
| Lanceurs partants : SD : Kevin Brown NYY : David Wells Vic. : David Wells (1-0) Déf. : Donne Wall (0-1) Sauv. : Mariano Rivera (1) HRs : SD : Greg Vaughn (1, 2), Tony Gwynn (1) NYY : Chuck Knoblauch (1), Tino Martinez (1) |   |   |   |   |   |   |   |   |   |   |   |   |

Les Yankees, tirant de l'arrière 5-2 dans la rencontre, marquèrent sept points en fin de 7e manche, en route vers un gain de 9-6. Après avoir placé deux coureurs sur les sentiers face au partant des Padres, Kevin Brown, les champions de la Ligue américaine nivelèrent la marque grâce au circuit de Chuck Knoblauch aux dépens du releveur Donne Wall. Ce dernier, après avoir accordé un simple au frappeur suivant, Derek Jeter, fut remplacé par le vétéran Mark Langston, qui commis un mauvais lancer et permis deux buts-sur-balles, dont un intentionnel avant d'accorder un grand chelem à Tino Martinez. Dans la défaite de San Diego, Greg Vaughn frappa deux circuits et produisit trois points, alors que le vétéran Tony Gwynn frappa deux coups sûrs et produisit trois points en trois présences au bâton.

### Match 2
Dimanche 18 octobre 1998 au Yankee Stadium, New York, NY.
| Padres de San Diego | 0 | 0 | 0 | 0 | 1 | 0 | 0 | 2 | 0 | 3 | 10 | 1 |
| Yankees de New York | 3 | 3 | 1 | 0 | 2 | 0 | 0 | 0 | X | 9 | 16 | 0 |
| Lanceurs partants : SD : Andy Ashby NYY : Orlando Hernandez Vic. : Orlando Hernandez (1-0) Déf. : Andy Ashby (0-1) HRs: NYY : Bernie Williams (1), Jorge Posada (1) |   |   |   |   |   |   |   |   |   |   |    |   |

Le lanceur partant des Padres, Andy Ashby, fut chassé de la rencontre par les frappeurs des Yankees après seulement deux manches et deux tiers lancées. New York prit les devants 3-0 en première manche et doublèrent leur avance en 2e, notamment sur un circuit de deux points de Bernie Williams. Le dernier frappeur qu'affronta Ashby fut Ricky Ledee, auteur d'un double productif en 3e qui portait la marque 7-0. Les Yankees frappèrent 16 coups sûrs dans ce gain de 9-3 qui leur procurait une avance de 2-0 dans la série. Orlando Hernandez donna un point sur six coups sûrs aux Padres en sept manches pour la victoire.

### Match 3
Mardi 20 octobre 1998 au Qualcomm Stadium, San Diego, Californie.
| Yankees de New York | 0 | 0 | 0 | 0 | 0 | 0 | 2 | 3 | 0 | 5 | 9 | 1 |
| Padres de San Diego | 0 | 0 | 0 | 0 | 0 | 3 | 0 | 1 | 0 | 4 | 7 | 1 |
| Lanceurs partants : NYY : David Cone SD : Sterling Hitchcock Vic. : Ramiro Mendoza (1-0) Déf. : Trevor Hoffman (0-1) Sauv. : Mariano Rivera (2) HRs : NYY : Scott Brosius (1, 2) |   |   |   |   |   |   |   |   |   |   |   |   |

David Cone des Yankees et Sterling Hitchcock des Padres (un ancien des Yankees) se livrèrent une bonne bataille au monticule. Les Padres furent les premiers à s'inscrire au pointage en fin de 6e, alors que Hitchcock lui-même amorça la demi-manche avec un simple au centre. Quilvio Veras se rendit sur les sentiers à la faveur d'un but-sur-balles et les deux joueurs croisèrent le marbre sur un simple de Tony Gwynn doublé d'une erreur du voltigeur de droite Paul O'Neill. Gwynn vint marquer sur un ballon-sacrifice de Ken Caminiti pour augmenter à 3-0 l'avance des visiteurs.
En début de 7e, Scott Brosius lança le ralliement des Yankees avec un circuit en solo comme premier frappeur de la manche. Puis Shane Spencer, auteur d'un double, avança au troisième but sur une balle passée du receveur Jim Leyritz et vint marquer lorsque le joueur de troisième but Caminiti commit une erreur sur le roulant de Chili Davis. Avec les Yankees tirant de l'arrière par un seul point, Scott Brosius frappa en 8e son second circuit du match, un coup bon pour trois points aux dépens de Trevor Hoffman.
En fin de 8e, les Padres inscrivirent un dernier point sur un ballon-sacrifice de Greg Vaughn, mais ce fut insuffisant. Mariano Rivera retira les cinq derniers frappeurs adverses pour son second sauvetage de la série, et New York prenait les devants 3-0 grâce à ce gain de 5-4.

### Match 4
Mercredi 21 octobre 1998 au Qualcomm Stadium, San Diego, Californie.
| Yankees de New York | 0 | 0 | 0 | 0 | 0 | 1 | 0 | 2 | 0 | 3 | 9 | 0 |
| Padres de San Diego | 0 | 0 | 0 | 0 | 0 | 0 | 0 | 0 | 0 | 0 | 7 | 0 |
| Lanceurs partants : NYY : Andy Pettitte SD : Kevin Brown Vic. : Andy Pettitte (1-0) Déf. : Kevin Brown (0-1) Sauv. : Mariano Rivera (3) |   |   |   |   |   |   |   |   |   |   |   |   |

Andy Pettitte ne donna que cinq coups sûrs en sept manches et un tiers, menant les Yankees à un jeu blanc de 3-0. Jeff Nelson et Mariano Rivera vinrent compléter le travail au monticule, ce dernier releveur inscrivant sa troisième victoire protégée de la série. New York marqua un premier point en sixième lorsque Paul O'Neill, retiré à l'avant-champ, fit avancer Derek Jeter au marbre. L'avance des Yankees fut portée à 3-0 grâce à un simple de Scott Brosius et un ballon-sacrifice de Ricky Ledee.

## Joueur par excellence
Le joueur de troisième but des Yankees de New York, Scott Brosius, fut impressionnant durant cette série de quatre parties contre San Diego. Il frappa huit coups sûrs en 17 présences à la plaque, pour une moyenne au bâton de ,471. Il frappa deux circuits (dans le match #3) et produisit six points. Brosius fut élu joueur par excellence de la Série mondiale 1998.

## Autres
- Pour la première fois de l'histoire en 1996, une même ville accueillit des matchs de la Série mondiale de baseball ainsi que le Super Bowl de la Ligue Nationale de Football la même année. Le Super Bowl XXXII eut en effet lieu au Qualcomm Stadium de San Diego le 25 janvier 1996, et deux matchs de la Série mondiale furent présentés dans le même stade en octobre. À une seule autre reprise depuis, les deux événements sportifs eurent lieu une même année dans une même ville, à la différence qu'ils se déroulèrent dans deux stades différents : en 2006, la ville de Détroit accueillit le Super Bowl au Ford Field en début d'année, et que l'équipe de baseball locale, les Tigers, se rendit en Série mondiale, où deux matchs furent présentés au Comerica Park.